# 義烈回天百首
『義烈回天百首』（ぎれつかいてんひゃくしゅ）は、1874年（明治7年）9月に発行された幕末志士の歌を集めた和歌集。いわゆる異種百人一首のひとつである。

## 概要
豆本。編集は染崎延房、挿絵は鮮斎永濯、発行者は辻岡屋文助（金松堂）。
吉田松陰、久坂玄瑞、藤田小四郎といった英傑たちの詠んだ歌を、それぞれ人物略伝と共に紹介している。編集者の思い込みや伝聞の誤りにより、内容の信用度はあまり高くないが、当時の民衆の幕末志士に対する思いなど、英雄譚の受容の在り方を知り得る。
なお、1850年（嘉永3年）発行の『義烈百人一首』とは別物である。

## 和歌と歌人
|     | 詠み人                   | 歌                                                           | 出典 | 備考 |
| --- | ------------------------ | ------------------------------------------------------------ | ---- | ---- |
| 1   | 源烈公                   | 咲がけて散りなんものはもののふの道に匂へる花にぞありける     |      |      |
| 2   | 和宮                     | いとはじな君と民との為ならば身は武蔵野の露と消ゆとも         |      |      |
| 3   | 梅田定明                 | 君が代を思ふ心のひとすぢに我が身ありとも思はざりけり         |      |      |
| 4   | 安島帯刀                 | 誰がためのねぎごとぞとは玉くしげふたらの山の神ぞしるらむ     |      |      |
| 5   | 茅根伊予助               | ふりすてて出でにし跡の撫子はいかなる色に露やおくらん         |      |      |
| 6   | 藤田東湖                 | 見せばやな心の隈も月影もすみ田川原の秋のタばえ               |      |      |
| 7   | 登幾女                   | 玉鉾の陸奥こえて見まほしや蝦夷が干島の雪のあけぼの           |      |      |
| 8   | 蓮田市五郎               | 降りつもる思ひの雪のはれて今仰ぐも嬉し春の夜の月             |      |      |
| 9   | 佐野竹之助               | 桜田の花とかばねは散らすともなどたゆむべきやまとだましひ     |      |      |
| 10  | 有村治右衛門             | 君がためつくす心は武蔵野の野辺の草葉の露となるとも           |      |      |
| 11  | 有村雄輔                 | 古里の花を見捨てて迷ふ身は都の春を思ふばかりぞ               |      |      |
| 12  | 森五六郎                 | 矛とりて月みるたびに思ふかないつかかばねの上にてるやと       |      |      |
| 13  | 島男也                   | ますらをが物おもひつつ詠めけむその有明の志賀の浦波           |      |      |
| 14  | 飯田左馬（忠彦）         | 君が代のはじめの春とあらためて出づる朝日ののどかなる影       |      |      |
| 15  | 吉田松陰                 | 斯くすればかくなるものと知りながら止むにやまれぬやまと魂     |      |      |
| 16  | 永井雅楽                 | 君が為捨つるいのちは惜しからでただ思はるる国の行すゑ         |      |      |
| 17  | 萩侯の夫人               | 武夫のやたけ心のいさをしを治まる御代に見るぞ嬉しき           |      |      |
| 18  | 僧胤康                   | 数ならぬ身にしあれども君がためつくす誠はたゆまじものを       |      |      |
| 19  | 吉村寅太郎               | 雲りなき月を見るにも思ふかなあすはわが身の上に照るやと       |      |      |
| 20  | 中山忠光朝臣             | 思ひきや山田の案山子竹の弓なす事もなく朽ち果てんとは         |      |      |
| 21  | 藤本鉄石                 | み簾ふかく時のきざみの言葉して今や咲くらむ九重のはな         |      |      |
| 22  | 松本謙三郎（奎堂）       | 君が為みまかりにきと世の人の語りつげてよ峯の松かぜ           |      |      |
| 23  | 宍戸弥四郎               | 今は只何か思はん敵あまた討ちて死にきと人の語らば             |      |      |
| 24  | 安積五郎                 | 数ならぬ身にも弓矢の幸を得て都の花とちるぞ嬉しき             |      |      |
| 25  | 岡見留次郎               | 武士のやまと心を人とはば国のあらしに散れと答へよ             |      |      |
| 26  | 伴林光平                 | 身を捨てて千代を祈らぬ大夫もさすがに菊は折りかざしつつ       |      |      |
| 27  | 野崎主計                 | 大君につかへぞまつるその日より我が身ありとは思はざりけり     |      |      |
| 28  | 安岡嘉介                 | 古里を思ふ寝ざめに降る雨は漏らぬひとやも濡るる袖かな         |      |      |
| 29  | 荒巻羊三郎               | もろともに君のみ為といさみたち心の駒をとどめかねつつ         |      |      |
| 30  | 渋谷伊予作               | よしあはれ枯野の露と消えぬとも魂は雲井に有明の月             |      |      |
| 31  | 吉田重蔵                 | 八幡神皇国あはれとおぼしなば内外のえみしはらひたまへや       |      |      |
| 32  | 乾十郎                   | いましめの縄はちしほに染るとも赤き心はなど変るべき           |      |      |
| 33  | 都石吉三郎               | ますらをが屍をさらす草野べに咲き出て匂へやまと撫子           |      |      |
| 34  | 水郡小隼人               | 大君のみ心やすめまつらむと露の命もながらへにけり             |      |      |
| 35  | 遊女喜遊                 | 露をだにいとふ倭のをみなへしふるあめりかに袖はぬらさじ       |      |      |
| 36  | 橋口壮輔                 | すめらぎの御代をむかしにかへさんと思ふこころを神もたすけよ   |      |      |
| 37  | 田中河内介               | 大君の御旗のもとに死してこそ人と生れしかひはありけれ         |      |      |
| 38  | 海賀宮門                 | 夏の夜のみじかき床の夢だにも国やすかれとむすびこそすれ       |      |      |
| 39  | 清川八郎                 | 大君の為につらぬくますらをが鍛ひためにし此のつるぎ太刀       |      |      |
| 40  | 飯居簡平                 | 天地に菊の薫れる世に逢ひて嬉しからじや猛き国もり             |      |      |
| 41  | 仙石隆明（佐多雄）       | よしや身はいづくの浦にしづむとも魂は守らん九重の庭           |      |      |
| 42  | 長尾郁三郎               | 君がため死なんと思ひ定めてはひとやのうちはものの数かは       |      |      |
| 43  | 小川佐吉（宮田半四郎）   | 臥して思ひ起きてかぞふる年月をはかなくおくる我がいのちかな   |      |      |
| 44  | 平野次郎（国臣）         | 天つ風吹くや錦の旗の手になびかぬ草はあらじとぞ思ふ           |      |      |
| 45  | 僧月照                   | みがき得て国の宝となるものは人の心の玉にぞありける           |      |      |
| 46  | 日下部伊三次             | 五月雨のかぎりありとは知りながら照る日をいのるこころせはしき |      |      |
| 47  | 頼三樹（三樹三郎）       | 乱れ咲きしおもひの花は散りしかどまたも青葉の生ひしげるらん   |      |      |
| 48  | 飯泉喜内                 | かかりしと知らぬ身にしもしら雪のつもれるうきはいつか消えなん |      |      |
| 49  | 鵜飼吉左衛門             | 鳴海がた友呼び続ぎの浜かけて干鳥も心ありばにぞ鳴く           |      |      |
| 50  | 小林民部大輔（良典）     | しきしまのやまと撫子いかなればからくれなゐの色にさくらん     |      |      |
| 51  | 豊島泰盛                 | はるばると見ゆる限りをしめおきてわが物がほに遊ぶ野べかな     |      |      |
| 52  | 平山兵助                 | 呉竹のうきふししげき世なれどもみどりの色はかへずやあらなん   |      |      |
| 53  | 児島強介                 | 大君のうきを我が身にくらぶれば旅寝の袖の露はものかは         |      |      |
| 54  | 蓮田藤蔵                 | 武蔵野のあなたこなたに道はあれど我が行く道はもののふの道     |      |      |
| 55  | 山崎信之助               | 世の中のうきを忘れてあすからは死出の山路の花を詠めん         |      |      |
| 56  | 大石甚吉                 | 我もまた神の御国の種なればなほいさぎよきけふの思い出         |      |      |
| 57  | 林田芳太郎               | つるぎ太刀鞘ぬきはなしますらをがきそひはてなん時は来にけり   |      |      |
| 58  | 沢宣嘉朝臣               | 心のみおもひこがして文机の文を見るさへ物憂かりけり           |      |      |
| 59  | 美玉三平                 | 小倉山紅葉の色はかはらねど御幸は絶えて年をこそつめ           |      |      |
| 60  | 戸原卯橘                 | 剣太刀稍にをさめてもののふの磨がまほしきは心なりけり         |      |      |
| 61  | 南八郎                   | おくれなば梅も桜に劣るらむさきがけてこそ色も香もあれ         |      |      |
| 62  | 本多小三郎               | 世の中の人は何とも石清水きよきこころは神や知るらむ           |      |      |
| 63  | 横田友次郎               | 五月雨は降りまさりけり古里のわがたらちねやいかに在すらむ     |      |      |
| 64  | 伊藤竜太郎               | 事なきを祈るは人の常なれど止むにやまれぬ今の世の中           |      |      |
| 65  | 木村愛之助               | 乱れたる糸の筋々くりかへしいつしか解くる御代となるらむ       |      |      |
| 66  | 僧信海                   | 西の海東の空とかはれども心はおなじ君が代のため               |      |      |
| 67  | 野村望東女               | 消えもせず燃え立ちもせず蚊遣り火の煙いぶせき世の姿かな       |      |      |
| 68  | 吉田大次郎               | 結びてもまたむすびても黒髪の乱れかかれる世をいかにせむ       |      |      |
| 69  | 宮部鼎蔵                 | おほけなきけふの御幸は干磐破神のむかしに還るはじめぞ         |      |      |
| 70  | 河瀬の妻                 | いつまでか晴るるを待ちて堪へやらむ乾くひまなき五月雨の袖     |      |      |
| 71  | 益田右衛門佐（兼施）     | 今さらに何あやしまむ空蝉のよきもあしきも名のかはる世に       |      |      |
| 72  | 国司信濃（親相）         | 君が為つくせや尽くせ己が身の命ひとつをなきものにして         |      |      |
| 73  | 福原越後                 | 苦しさはたゆる我が身の夕烟そらに立つ名はすてがてにして       |      |      |
| 74  | 佐久間佐兵衛（赤川淡水） | 今ははや言の葉ぐさも夜の露と消えゆく身にはなりにけるかな     |      |      |
| 75  | 宍戸右馬介（左馬之助）   | 朝夕に手なれしものに別るるや浮世の夢の見はてなるらむ         |      |      |
| 76  | 松島剛蔵                 | 君が為つくす心の直なるは空ゆく神やひとり知るらむ             |      |      |
| 77  | 大谷正道                 | 終に行く道とは聞けど梓弓春をも待たぬ身とぞなりける           |      |      |
| 78  | 姉小路公知卿             | いにしへに吹きかへすべき神風を知らでひる子らなにさわぐらむ   |      |      |
| 79  | 錦小路頼徳朝臣           | はかなくも三十路の夢はさめてけり赤間が関の夏の夜の空         |      |      |
| 80  | 来嶋亦兵衛               | 議論より実を行へなまけ武士国の大事を余所に見る馬鹿           |      |      |
| 81  | 久坂玄瑞                 | ほととぎす血に啼く声は有明の月より外に知る人ぞなき           |      |      |
| 82  | 原陸太                   | この春は都の花にあくがれむおくれず咲けよ庭のさくら木         |      |      |
| 83  | 真木保臣                 | 大山の 峰の岩根にうづみけりわが年月のやまとだましひ          |      |      |
| 84  | 酒井正之助               | 橘のにほひ流せし湊川水しなけれど袖はぬれつつ                 |      |      |
| 85  | 山本誠一郎               | 雨風に散るともよしや桜花君が為には何かいとはむ               |      |      |
| 86  | 安藤鉄馬                 | わが太刀の折れぬ限りを命にて薙きはてなまし醜のしこ草         |      |      |
| 87  | 藤田小四郎               | かねてよりおもひそめてし真心をけふ大君につげて嬉しき         |      |      |
| 88  | 武田伊賀守               | 片しきていぬる鎧の袖の上におもひぞ積る越のしら雪             |      |      |
| 89  | 伊藤栄太郎               | 思ひかね入りにし山を立ちいでてまよふ浮世ぞ大君のため         |      |      |
| 90  | 黒沢五三郎               | 東路をいでて日数をふる雪のいつか思ひのとげずやはある         |      |      |
| 91  | 僧赤城                   | 仮の世にすみの衣は着つれども心はあかきやまとたましひ         |      |      |
| 92  | 福島男也                 | 進みいでて嵐にむかふもののふはけふを限りの死出の山みち       |      |      |
| 93  | 毛利強兵衛               | 秋霧の立ちへだつとも久方の雲の上にて逢はむとぞ思ふ           |      |      |
| 94  | 篠崎勘七                 | もののふの捨つる命は何故ぞ高き名を得て君にささげむ           |      |      |
| 95  | 富田四郎太               | から人は死してぞやまめ我はまた七世をかけて国につくさむ       |      |      |
| 96  | 東久世通禧朝臣           | 大君の大御心をそよとだも東風吹くかぜの我にしらせよ           |      |      |
| 97  | 壬生基修朝臣             | 玉の緒は浮世の塵と消えぬとも君に知らればうれしかるべき       |      |      |
| 98  | 河越少将                 | しきしまのやまと心を種として読めや人々から国の書             |      |      |
| 99  | 毛利元純朝臣             | 玉の緒はよし絶えぬとも惜しからじすめら御国のみ為なりせば     |      |      |
| 100 | 参議安芳朝臣             | 手馴れつる玉の小琴の緒をたたむ古りし調べは聞く人もなし       |      |      |